# Генк Азарія
Генк Азаріа (справжнє ім'я — Генрі Альберт Азаріа) — американський кіноактор і актор озвучування; володар чотирьох «Еммі», три з яких він отримав за озвучування персонажів мультсеріалу «Сімпсони».

## Життя і кар'єра
Народився 25 квітня 1964 в районі Форест-Гілз у Квінз, Нью-Йорк. Батьки Генка — євреї, які емігрували з Греції до Америки і які жили у Нью-Йорку в районі Квінз. Вивчав театральну майстерність в Університеті Тафтса, а також в Американській академії драматичних мистецтв.

### Кіно і телебачення
Виконав невеликі ролі в таких телесеріалах, як «У захваті від тебе» (повинен був з'явитися всього на кілька хвилин, але зіграв свого персонажа — людину, що вигулює собаку, так добре, що перетворився на постійного героя), «Голова Германа», «Принц із Беверлі-Гіллз». У ситкомі «Друзі» він зіграв другорядного персонажа Девіда, одного з бойфрендів Фібі.
Як кіноактор Азаріа не досяг особливих висот, хоча зіграв досить багато цікавих ролей другого плану.

### Озвучування
Найбільш відомий своєю роботою над мультсеріалом «Сімпсони»: у цьому шоу він озвучив понад 160 персонажів, включаючи таких популярних героїв, як Апу Нахасапімапетілон, Мо Сізлак, Кленсі Віггам , професор Фрінк і Доктор Нік. Як стверджує сам актор, основою для озвучування Мо послужив голос Аль Пачіно (день народження якого теж 25 квітня). Офіцера поліції Лу він намагався зробити схожим на голос Сильвестра Сталлоне, шефа Віггама на Едварда Робінсона, Апу на Хрунді В. Бакши, персонажа Пітера Селлерса з фільму «Вечірка», а доктора Ніка на Рікі Рікардо, персонажа телесеріалу «Я люблю Люсі». Продавець коміксів і Змій Джейлберд засновані на голосах його сусідів по кімнаті в коледжі. Професор Фрінк заснований на персонажі Джеррі Льюїса з першого фільму «Божевільний професор».
За озвучування Сімпсонів він отримав три премії «Еммі»: у 1998 за роль Апу Нахасапімапетілона, в 2001-м за епізод «Worst Episode Ever» і в 2003-му за «Moe Baby Blues».
У січні 2020 року актор заявив, що більш не озвучуватиме індійця Апу; образ власника магазину неодноразово називали расистською карикатурою на іммігрантів з Південної Азії, в якій зібрано безліч негативних стереотипів. У березні 2021 року Азарію відсторонили від озвучення персонажа кубинця-ґея Хуліо, голосом якого призначили гомосексуального актора кубинського походження Тоні Родрігеса.
В мультсеріалі «Футурама», озвучив Гарольда зійдись, дядька доктора Зойдберга.
З інших робіт в анімації також варто відзначити роль епізодичного персонажа — рознощика піци в серії «Dirty Pranking No. 2» мультсеріалу «Божевільні за склом, або Мультреаліті», а також ролі Едді Брока в мультсеріалі« Людина-павук» 1994 і Бартока в мультфільмі «Анастасія».

### Робота в театрі
Влітку 2003 грав з Метью Пері і Мінні Драйвер у п'єсі Девіда Мемета «Sexual Perversity in Chicago» («Статеве збочення в Чикаго»), поставленої Лондонським театром комедії.
Виконав роль Ланселота і декількох інших персонажів у мюзиклі «Spamalot» режисера Майка Ніколса, сценічної версії фільму «Монті Пайтон і Священний Грааль» (прем'єра мюзиклу відбулася в Чикаго в грудні 2004). У 2005 він був номінований на премію «Тоні» в категорії «Найкращий актор мюзиклу» за цю роботу.
У 2007 р. виконав головну роль у п'єсі «The Farnsworth Invention» («Винахід Фарнсворта») письменника Аарона Соркіна.

### Приватне життя
18 липня 1999 одружився з акторкою Гелен Гант після кількох років спільного проживання і участі в серіалі «Без розуму від тебе», але цей союз розпався 18 грудня 2000. Дітей немає.
C 2007 року Азаріа зустрічається з колишньою акторкою Кеті Райт, 6 червня 2009 у них народився син Хел.

### Премії
Генк Азаріа був номінований на безліч премій, включаючи Еммі і премію Гільдії кіноакторів США.

## Еммі
| Рік  | Премія                                            | Результат                                                                |
| ---- | ------------------------------------------------- | ------------------------------------------------------------------------ |
| 1998 | Найкраща озвучка                                  | Перемога — Апу в серіалі«Сімпсони»                                       |
| 1998 | Найкращий запрошений актор в комедійному серіалі  | Номінація — Нет в серіалі«Без розуму від тебе»                           |
| 2000 | Найкращий актор в ролі другого плану в телефільмі | Перемога — Мітч Албом у фільмі «Вівторки з Моррі»                        |
| 2001 | Найкраща озвучка                                  | Перемога — герої мультсеріалу Сімпсони «Сімпсони» («Worst Episode Ever») |
| 2003 | Найкраща озвучка                                  | Перемога — герої мультсеріалу Сімпсони «Сімпсони» («Moe Baby Blues»)     |
| 2003 | Найкращий запрошений актор в комедійному серіалі  | Номінація — Девід у серіалі «Друзі»                                      |
| 2005 | Найкращий актор в драматичному серіалі            | Номінація — Доктор Крейг «Гафф» Гаффстодт в серіалі «Гафф»               |

## Список озвучених в «Сімпсонах» персонажів
- Апу Нахасапімапетілон
- Мо Сізлак
- Кленсі Віггам
- Продавець коміксів
- Карл Карлсон
- Доктор Нік
- Професор Фрінк
- Лу
- Людина-Джміль
- Чалмерз
- Клетус Спаклер
- Луїджі Різото
- Френк Граймс
- Старий Єврей
- Акіра (спочатку його озвучував Джордж Такеі, відомий за серіалом «Зоряний шлях»)
- Дредерік Татум
- Кірк ван Гутен
- Джонні Рот-на-замку
- Френк Граймс-молодший («The Great Louse Detective»)
- Конгресмен Боб Арнольд («Mr. Lisa Goes to Washington»)
- Фріц («Burns Verkaufen der Kraftwerk»)
- Геббі («Krusty Gets Kancelled»)
- Доктор Фостер («Hurricane Neddy»)
- Та багато інших.

## Вибрана фільмографія
- З 1989 по теперішній час — Сімпсони
- 1990 — Красуня
- 1994 — Телевікторина
- 1995 — Протистояння
- 1996 — Клітка для пташок
- 1997 — Вбивство в Гросс-Пойнті
- 1997 — Анастасія
- 1998 — Великі надії
- 1998 — Годзілла
- 1998 — Знаменитість
- 1999 — Колиска буде гойдатися
- 1999 — Таємничі люди
- 1999 — Таємниця Аляски
- 2001 — Повстання
- 2001 — Улюбленці Америки
- 2003 — Афера Стівена Гласса
- 2004 — А ось і Поллі
- 2004 — Божевільні похорони
- 2004 — Викидайли
- 2005 — Аристократи
- 2007 — Біжи, товстун, біжи /Run Fatboy Run
- 2007 — Сімпсони у кіно
- 2009 — Ніч у музеї 2
- 2010 — Кохання та інші ліки
- 2011 — Смурфики
- 2017 — Маестро брехні
- 2025 — Електричний штат